# RSCA Futsal
RSCA Futsal, ook bekend onder de voormalige naam Futsal Project Halle-Gooik, is een Belgische zaalvoetbalploeg.

## Historiek

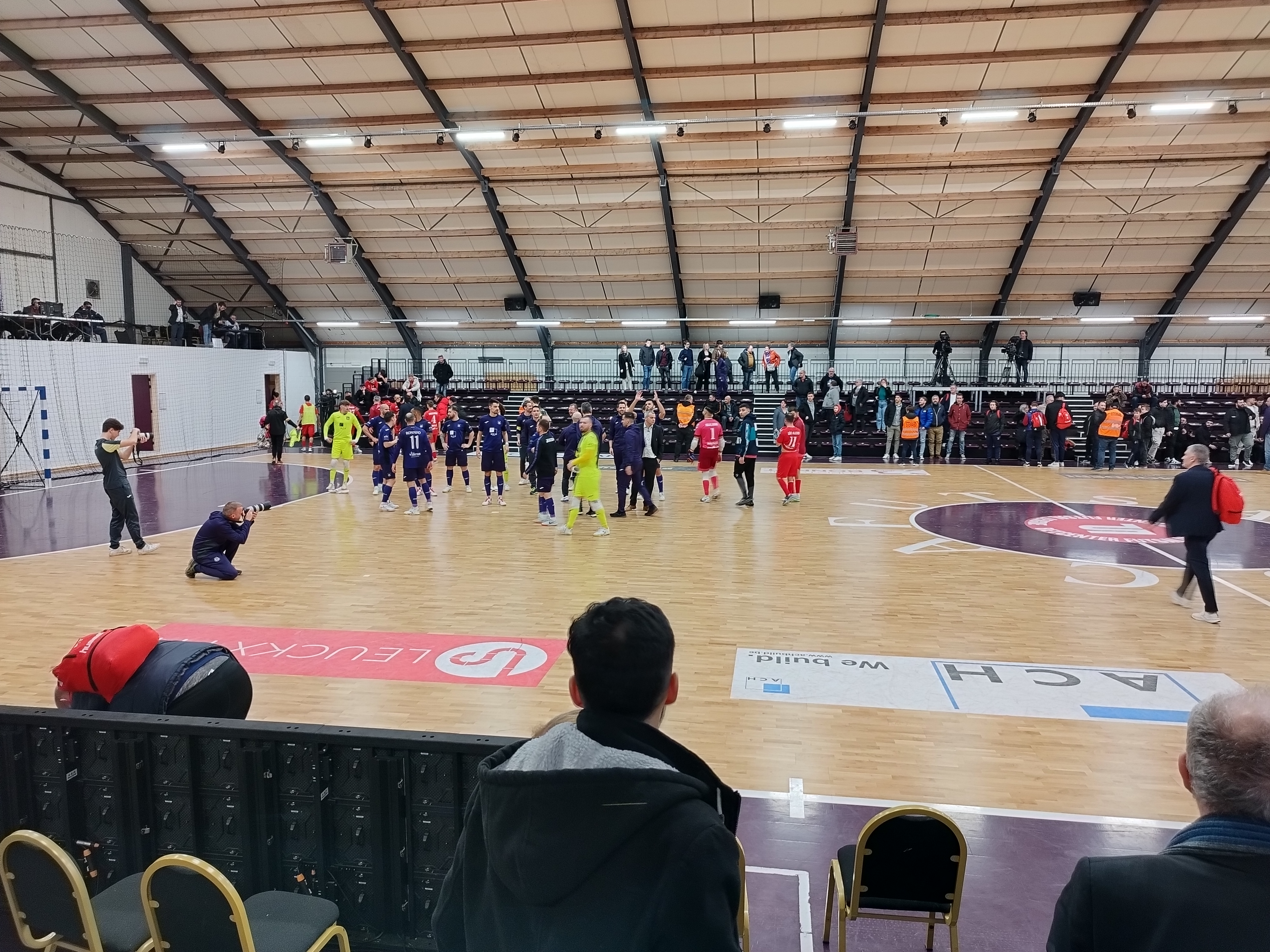
De spelers van RSCA Futsal bedanken de supporters na een overwinning. (10/03/2023)

De club werd in april 2004 opgericht onder de naam Gooik-Neigem ZVC en kwam vanaf het seizoen 2004-'05 uit in de vierde provinciale reeks van de futsal-competitie van de KBVB. Het eerste seizoen werd succesvol afgesloten op een tweede plaats en de promotie naar derde provinciale werd afgedwongen. Ook het daaropvolgende seizoen werd een tweede plaats behaald en promoveerde de club wederom. In het seizoen 2007-'08 werd gestunt in de Beker van België en slaagde de club erin om door te stoten naar de achtste finale. In tweede provinciale slaagde de club erin een tweede plaats te behalen. Dit resultaat werd in het daaropvolgende seizoen geëvenaard en de promotie naar eerste provinciale werd afgedwongen. Aldaar werd in het seizoen 2009-'10 een derde plaats veroverd in het eindklassement en de overstap gemaakt naar de derde nationale.
In haar eerste seizoen in de nationale reeksen speelde Gooik-Neigem onmiddellijk kampioen en werd alzo de promotie naar tweede nationale afgedwongen. Tim Vergauwen werd vervolgens aangetrokken als coach en sporthal Molenbos te Zellik werd de nieuwe thuishaven. In het daaropvolgende seizoen behaalde de club een tweede plaats in de eindstand van de tweede nationale. Voor het seizoen 2012-'13 werd Frank Luypaert aangetrokken als coach en werd de kern uitgebreid met onder meer Mustapha Harram, Marco Ferrian,  Antoine Mageren en vanaf nieuwjaar met internationals Rodigro Zico en Jonathan Neukermans. De club slaagde erin een gans competitiejaar ongeslagen te blijven en speelde kampioen. In de Beker van België stootte de club door tot de halve finale.  
In het seizoen 2013-'14 kwam de club uit in de eerste nationale en slaagde er onmiddellijk in een derde plaats in de eindstand te veroveren. In de Beker van Belgie stootte de club door naar de halve finale. Op het einde van het seizoen sloten de internationals Omar Rahou, Valentin Dujacquier, Karim Chaibai en Reda Dahbi aan bij de club. Tevens werd de naam gewijzigd naar Futsal Project Halle-Gooik en verhuisde de club naar topsporthal De Bres te Halle. In het daaropvolgende seizoen slaagde de club erin om zowel de landstitel als de Beker van België te veroveren. Tevens werd een nieuwe coach aangesteld, André Vanderlei. Opnieuw werd de club versterkt, ditmaal met Ahmed Sababti, Omar Zougghagi, Leo Carello Aleixo en Felipe Manfroi. In het seizoen 2015-'16 slaagde Halle-Gooik er opnieuw in de dubbel te winnen en kon de club zich plaatsen voor de eliteronde van de UEFA Futsal Cup, nadat het op de tweede plaats was geëindigd in een poule met het Letse Nikars Riga, het Tsjechische FK Chrudim en het Griekse Athína '90 in de hoofdronde. In de eliteronde kwam de club uit tegen het Kazachse Tulpar Karagandy, het Italiaanse Pescara Calcio a 5 en het Macedonische Zelezarec Skopje. Daarnaast won de club ook de BeNeCup, nadat het Nederlandse FCK De Hommel forfait gaf voor de terugmatch te Halle. Aan het einde van het seizoen werd Massimiliano Bellarte aangesteld als coach en werden onder meer Marco Zaramello, Gabriel Grello, Fernando Leitao en Thiago Bissoni als spelers ingelijfd.
In het seizoen 2016-'17 behaalde de club haar derde landstitel op rij en was ze verliezend finalist in de Beker van België tegen Gelko Hasselt.  Daarnaast won de club ook de BeNeCup tegen FT Antwerpen, nadat het in de halve finale het Nederlandse ZVV 'T Knooppunt Amsterdam had uitgeschakeld. In de UEFA Futsal Cup strandde de club in de op de derde plaats in de hoofdronde in een poule met het Italiaanse Real Rieti, het Portugese Sporting CP en het Bosnische Centar Sarajevo. Tevens werd er in september 2017 gestart met een damesteam, met name FP Halle-Gooik Girls. De eerste match vond plaats in oktober van datzelfde jaar tegen Lasne-Ohain. Daarnaast werd Juan Francisco Fuentes Zamora aangesteld als hoofdcoach van het herenteam en Jacky Munaron als keeperstrainer. De spelersgroep werd versterkt met Tiago De Bail en Gonzalez Galan. In het seizoen 2017-'18 won het herenteam wederom de dubbel en plaatste ze zich voor de eliteronde van de UEFA Futsal Cup nadat het groepswinst behaalde in de hoofdronden in een poule met het Zwitserse Futsal Minerva, het Duitse Jahn Regensburg en het Finse Sievi Futsal. In de Elite ronde strandde de club op de tweede stek in haar poule die bestond uit het Portugese Sporting CP, het Russische ISK Dina Moskva. en het Kroatische Nacional Zagreb FC.
Eind maart 2022 fuseerde FP Halle-Gooik met de voetbalclub RSC Anderlecht. Vanaf het seizoen 2022/23 spelen ze onder de naam RSCA Futsal in paars-witte kleuren. De Alfasun Indoor Arena in Roosdaal is hun nieuwe thuisbasis.

## Europese wedstrijden
In het seizoen 2015/16 mocht Halle-Gooik voor het eerst deelnemen aan de UEFA Futsal Cup. Daar bereikte het meteen de Elite round. Sindsdien zijn ze een vaste waarde in de UEFA Champions League. Enkel in 2020/21 namen ze niet deel. FT Charleroi won het jaar voordien namelijk de titel in het door het coronavirus ingekorte seizoen 2019/20. In het seizoen 2022/23 bereikte RSCA Futsal voor het eerst de Final four, nadat het onder meer FC Barcelona uitschakelde.
| Seizoen | Pr                  | Mr                  | Er                  | F4                  |
| ------- | ------------------- | ------------------- | ------------------- | ------------------- |
| 2015/16 | X                   | X                   | X                   |                     |
| 2016/17 |                     | X                   |                     |                     |
| 2017/18 |                     | X                   | X                   |                     |
| 2018/19 |                     | X                   | X                   |                     |
| 2019/20 |                     | X                   | X                   |                     |
| 2020/21 | Niet gekwalificeerd | Niet gekwalificeerd | Niet gekwalificeerd | Niet gekwalificeerd |
| 2021/22 |                     | X                   | X                   |                     |
| 2022/23 |                     | X                   | X                   | X                   |
| Totaal  | 1                   | 7                   | 6                   | 1                   |

| Europese wedstrijd (uitgebreid) | Europese wedstrijd (uitgebreid) | Europese wedstrijd (uitgebreid) | Europese wedstrijd (uitgebreid) | Europese wedstrijd (uitgebreid) | Europese wedstrijd (uitgebreid) | Europese wedstrijd (uitgebreid)                        | Europese wedstrijd (uitgebreid) |
| Seizoen                         | Competitie                      | Ronde                           | Land                            | Club                            | Totaalscore                     | Locatie (gaststad)                                     | Gekwalifceerd                   |
| ------------------------------- | ------------------------------- | ------------------------------- | ------------------------------- | ------------------------------- | ------------------------------- | ------------------------------------------------------ | ------------------------------- |
| 2015/16                         | UEFA Futsal Cup                 | Preliminary round (Groep G)     | Vlag van Armenië                | ASUE Futsal                     | 0 – 6                           | FMF Futsal Arena (Ciorescu)                            | 1e plaats                       |
| 2015/16                         | UEFA Futsal Cup                 | Preliminary round (Groep G)     | Vlag van Moldavië               | FC Progress Chișinău            | 8 – 1                           | FMF Futsal Arena (Ciorescu)                            | 1e plaats                       |
| 2015/16                         | UEFA Futsal Cup                 | Main round (Groep 5)            | Vlag van Tsjechië               | FK EP Chrudim                   | 2 – 4                           | Olympic Sports Centre (Riga)                           | 2e plaats                       |
| 2015/16                         | UEFA Futsal Cup                 | Main round (Groep 5)            | Vlag van Letland                | FK Nikars Riga                  | 6 – 4                           | Olympic Sports Centre (Riga)                           | 2e plaats                       |
| 2015/16                         | UEFA Futsal Cup                 | Main round (Groep 5)            | Vlag van Griekenland            | Athina '90                      | 8 – 1                           | Olympic Sports Centre (Riga)                           | 2e plaats                       |
| 2015/16                         | UEFA Futsal Cup                 | Elite round (Groep B)           | Vlag van Kazachstan             | Tulpar Karagandy FC             | 2 – 2                           | Palasport Giovanni Paolo II (Pescara)                  | 4e plaats                       |
| 2015/16                         | UEFA Futsal Cup                 | Elite round (Groep B)           | Vlag van Italië                 | ASD Pescara                     | 4 – 2                           | Palasport Giovanni Paolo II (Pescara)                  | 4e plaats                       |
| 2015/16                         | UEFA Futsal Cup                 | Elite round (Groep B)           | Vlag van Noord-Macedonië        | KMF Zelezarec Skopje            | 0 – 4                           | Palasport Giovanni Paolo II (Pescara)                  | 4e plaats                       |
|                                 |                                 |                                 |                                 |                                 |                                 |                                                        |                                 |
| 2016/17                         | UEFA Futsal Cup                 | Main round (Groep 5)            | Vlag van Italië                 | Real Rieti                      | 2 – 2                           | PalaPaternesi (Foligno)                                | 3e plaats                       |
| 2016/17                         | UEFA Futsal Cup                 | Main round (Groep 5)            | Vlag van Portugal               | Sporting CP                     | 1 – 5                           | PalaPaternesi (Foligno)                                | 3e plaats                       |
| 2016/17                         | UEFA Futsal Cup                 | Main round (Groep 5)            | Vlag van Bosnië en Herzegovina  | MNK Centar Sarajevo             | 3 – 4                           | PalaPaternesi (Foligno)                                | 3e plaats                       |
|                                 |                                 |                                 |                                 |                                 |                                 |                                                        |                                 |
| 2017/18                         | UEFA Futsal Cup                 | Main round (Groep 7)            | Vlag van Zwitserland            | Futsal Minerva                  | 8 – 0                           | Raahe Sports Hall (Raahe)                              | 1e plaats                       |
| 2017/18                         | UEFA Futsal Cup                 | Main round (Groep 7)            | Vlag van Duitsland              | SVV Jahn Regensburg             | 0 – 6                           | Raahe Sports Hall (Raahe)                              | 1e plaats                       |
| 2017/18                         | UEFA Futsal Cup                 | Main round (Groep 7)            | Vlag van Finland                | Sievi Futsal                    | 2 – 0                           | Raahe Sports Hall (Raahe)                              | 1e plaats                       |
| 2017/18                         | UEFA Futsal Cup                 | Elite round (Groep B)           | Vlag van Portugal               | Sporting CP                     | 3 – 2                           | Pavilhão João Rocha (Lissabon)                         | 2e plaats                       |
| 2017/18                         | UEFA Futsal Cup                 | Elite round (Groep B)           | Vlag van Rusland                | Dina Moskva                     | 2 – 1                           | Pavilhão João Rocha (Lissabon)                         | 2e plaats                       |
| 2017/18                         | UEFA Futsal Cup                 | Elite round (Groep B)           | Vlag van Kroatië                | FC Nacional Zagreb              | 1 – 3                           | Pavilhão João Rocha (Lissabon)                         | 2e plaats                       |
|                                 |                                 |                                 |                                 |                                 |                                 |                                                        |                                 |
| 2018/19                         | UEFA Futsal Champions League    | Main round (Groep 1)            | Vlag van Portugal               | SL Benfica                      | 3 – 5                           | Sporthal De Bres (Halle)                               | 3e plaats                       |
| 2018/19                         | UEFA Futsal Champions League    | Main round (Groep 1)            | Vlag van Frankrijk              | Kremlin-Bicêtre United          | 9 – 4                           | Sporthal De Bres (Halle)                               | 3e plaats                       |
| 2018/19                         | UEFA Futsal Champions League    | Main round (Groep 1)            | Vlag van Spanje                 | FC Barcelona                    | 7 – 3                           | Sporthal De Bres (Halle)                               | 3e plaats                       |
| 2018/19                         | UEFA Futsal Champions League    | Elite round (Groep A)           | Vlag van Litouwen               | FK Vytis                        | 2 – 5                           | Alytus Arena (Alytus)                                  | 3e plaats                       |
| 2018/19                         | UEFA Futsal Champions League    | Elite round (Groep A)           | Vlag van Spanje                 | Inter FS                        | 3 – 4                           | Alytus Arena (Alytus)                                  | 3e plaats                       |
| 2018/19                         | UEFA Futsal Champions League    | Elite round (Groep A)           | Vlag van Slovenië               | FK Dobovec                      | 5 – 4                           | Alytus Arena (Alytus)                                  | 3e plaats                       |
|                                 |                                 |                                 |                                 |                                 |                                 |                                                        |                                 |
| 2019/20                         | UEFA Futsal Champions League    | Main round (Groep 2)            | Vlag van Azerbeidzjan           | MFC Araz-Naxçıvan               | 1 – 5                           | Sporthal De Bres (Halle)                               | 3e plaats                       |
| 2019/20                         | UEFA Futsal Champions League    | Main round (Groep 2)            | Vlag van Oekraïne               | MFC Prodexim Cherson            | 3 – 7                           | Sporthal De Bres (Halle)                               | 3e plaats                       |
| 2019/20                         | UEFA Futsal Champions League    | Main round (Groep 2)            | Vlag van Portugal               | SL Benfica                      | 2 – 6                           | Sporthal De Bres (Halle)                               | 3e plaats                       |
| 2019/20                         | UEFA Futsal Champions League    | Elite round (Groep A)           | Vlag van Slovenië               | FK Dobovec                      | 3 – 1                           | Aleksandr Gomelski Universal Sports Hall CSKA (Moskou) | 3e plaats                       |
| 2019/20                         | UEFA Futsal Champions League    | Elite round (Groep A)           | Vlag van Rusland                | MFK KPRF                        | 2 – 1                           | Aleksandr Gomelski Universal Sports Hall CSKA (Moskou) | 3e plaats                       |
| 2019/20                         | UEFA Futsal Champions League    | Elite round (Groep A)           | Vlag van Bosnië en Herzegovina  | FC Mostar SG                    | 8 – 3                           | Aleksandr Gomelski Universal Sports Hall CSKA (Moskou) | 3e plaats                       |
|                                 |                                 |                                 |                                 |                                 |                                 |                                                        |                                 |
| 2021/22                         | UEFA Futsal Champions League    |                                 | Vlag van onbekend gebied        |                                 | –                               |                                                        |                                 |

## Palmares
- Winnaar European Pro Futsal Cup: 2019[48]
- Winnaar BeNeCup: 2015 en 2016
- Winnaar Overseas Supercup: 2018
- Winnaar Supercup: 2016, 2017, 2018, 2019, 2023 & 2024
- Winnaar Beker van België: 2015, 2016, 2018, 2019, 2022, 2023 & 2024[49]
- Finalist Beker van België: 2017
- Kampioen 1e nationale: 2015, 2016, 2017, 2018, 2019. 2022 & 2023[50]
- Kampioen 2e nationale: 2013
- Kampioen 3e nationale: 2011

## Bekende (ex-)spelers
- Georges Arts
- Venancio Baldasso[51]
- Crema Bernardes[52]
- Thiago Bissoni
- Leo Carello Aleixo
- Karim Chaibai
- Reda Dahbi
- Tiago De Bail
- Valentin Dujacquier

- Marco Ferrian
- Gonzalez Galan
- Gabriel Grello
- Mustapha Harram
- Fernando Leitao
- Fernandão
- Antoine Mageren
- Felipe Manfroi
- Jonathan Neukermans

- Omar Rahou
- Aldo Redivo[53]
- Ahmed Sababti
- Tiffanie Vanderdonckt[54]
- Camille Vanhoorne[55]
- Morgane Wijns[54]
- Marco Zaramello
- Rodigro Zico
- Omar Zougghagi